# Vincent Trémolet de Villers
 (septembre 2023).
Si vous disposez d'ouvrages ou d'articles de référence ou si vous connaissez des sites web de qualité traitant du thème abordé ici, merci de compléter l'article en donnant les références utiles à sa vérifiabilité et en les liant à la section « Notes et références ».
Pour les articles homonymes, voir Villers.
Vincent Trémolet de Villers, est un journaliste français, directeur délégué de la rédaction du Figaro et de la plate-forme de débat FigaroVox, chroniqueur au Figaro Histoire et à Europe 1.

## Biographie

### Famille
Né en 1975, il est le fils de l'avocat Jacques Trémolet de Villers, ancien collaborateur de Jean-Louis Tixier-Vignancour puis défenseur de Paul Touvier et le petit-fils d’Henri Trémolet de Villers (1912-2001), avocat, résistant puis député CNIP et maire de Mende.

### Carrière
Il débute en 1996 comme journaliste au mensuel d'actualité politique et de société Le Spectacle du monde,  historiquement liée à la droite.
En 2001, il participe à la création du Figaro Hors-Série et en 2011 à celle du Figaro Histoire dont il deviendra rédacteur en chef jusqu'en 2013.
En 2013, il est nommé rédacteur en chef des pages « Débats et Opinions » du Figaro. En 2014, il crée FigaroVox, la plateforme de Débats et d'Opinions du Figaro. Fin 2015, il crée Les Rencontres du Figaro.
Il intervient régulièrement dans l'émission Les Informés sur France Info, ainsi que sur LCI. Il participe toutes les semaines à l'émission 28 minutes (Arte) présentée par Élisabeth Quin et intervient parfois comme chroniqueur dans Historiquement Show, sur la chaîne Histoire . À partir du 29 août 2022, Vincent Trémolet de Villers rejoint la matinale d'Europe 1.
En 2023, il est nommé directeur délégué de la rédaction du Figaro.

## Œuvres
- Avec Raphaël Stainville : Et la France se réveilla : enquête sur la révolution des valeurs, Éditions du Toucan, 2013[5],[6]  (ISBN 978-2-8100-0564-2).
- Avec Alexis Brézet : Les Grands Duels qui ont fait le monde, edi8, 2016[7].
- FigaroVox, Conversations françaises, Éditions du Cerf, 2016.
- Éloge de la politique. Les grandes œuvres, de Platon à Soljenitsyne (dir.), Tallandier / Le Figaro, 2020[8].